# 华礁
华礁（越南语：／）位于南沙群岛九章群礁西部边缘，鬼喊礁北偏东约4.31海里。中國漁民向稱「秤钩线」。1983年中国公布名称为华礁。西方文献称为“Loveless Reef”。